# Boston Women's Heritage Trail
De Boston Women's Heritage Trail (BWHT) is een reeks wandeltochten in Boston, Massachusetts langs locaties die belangrijk zijn voor de vrouwengeschiedenis van Boston. De wandeltochten gaan door verschillende wijken, waaronder Back Bay en Beacon Hill, ter herdenking van vrouwen zoals onder anderen Abigail Adams, Amelia Earhart en Phillis Wheatley. De gids bevat dertien wandelingen en introduceert meer dan 200 Boston-vrouwen.
De BWHT werd in 1989 opgericht door een groep leraren, bibliothecarissen en studenten uit Boston. Het project wordt gefinancierd door de non-profitorganisatie Boston Educational Development Foundation. De BWHT organiseert ook workshops voor leerkrachten, begeleide wandelingen en andere activiteiten om de vrouwengeschiedenis te promoten.

## Wandeltochten

### Artists
De Artists-wandeling gaat door in de Back Bay, waar veel vrouwelijke kunstenaars hebben gewoond, gewerkt en tentoongesteld. De wandeling was bedoeld als aanvulling op de tentoonstelling van het Museum of Fine Arts uit 2001, A Studio of Her Own: Women Artists in Boston 1870-1940. Genoemde vrouwen zijn onder anderen Helen M. Knowlton en Anne Whitney. 

### Back Bay East
De Back Bay East-wandeling begint en eindigt bij de Public Garden. Vrouwen die genoemd worden:
- Emily Greene Balch, econoom, socioloog en pacifist en winnaar van de Nobelprijs voor de vrede
- Amy Beach, componist
- Isabella Stewart Gardner, kunstverzamelaar en oprichter van het Gardner Museum
- Catherine Hammond Gibson, eerste eigenaar van het Gibson House Museum
- Mary Elizabeth Haskell, oprichter van de Haskell School voor meisjes
- Harriet Hemenway en Minna Hall, oprichters van de Massachusetts Audubon Society
- Julia Ward Howe,  abolitioniste, activiste en schrijfster van de "Battle Hymn of the Republic"
- Elma Lewis, kunstpedagoog en oprichter van het National Center of Afro-American Artists
- Florence Luscomb, architect en suffragette
- Mary May, oprichter van de Brimmer and May School
- Julia Oliver O'Neil, bekend om het wandelen in parades met haar tien dochters, in bijpassende outfits
- Lucina W. Prince, oprichter van de Prince School of Salesmanship
- Belle P. Rand, oprichter van de French Library and Cultural Center
- Sarah Choate Sears, kunstmecenas en kunstenaar
- Anne Sexton, dichteres en winnaar van de Pulitzerprijs voor poëzie
- Mary Pickard Winsor, oprichter van de Winsor School
- Beeldende kunstenaars Theo Alice Ruggles Kitson, Anna Coleman Ladd, Mary Moore, Bashka Paeff, Lilian Swann Saarinen, Nancy Schön, Katharine Lane Weems en Anne Whitney

### Back Bay West
Deze wandeling begint bij de Boston Public Library op Copley Square en eindigt bij de Boston Women's Memorial op de Commonwealth Avenue mall. Genoemde vrouwen zijn onder meer:
- Abigail Adams, first lady en presidentieel adviseur
- Sister Ann Alexis, beheerder van het Carney Hospital en de Daughters of Charity of Saint Vincent de Paul
- Mary Antin, auteur en immigratierechtenactivist
- Alice Stone Blackwell, suffragette, journalist en mensenrechtenactiviste
- Melnea Cass, mensenrechtenactiviste
- Lucretia Crocker, wetenschapspedagoog
- Charlotte Cushman, actrice en kunstmecenas
- Carolyn L. Dewing, oprichter van de School of Fashion Design
- Mary Baker Eddy, grondlegger van de Church of Christ
- Katharine Gibbs, oprichter van het Gibbs College
- Louise Imogen Guiney, dichter, essayist en redacteur
- Anne Hutchinson, religieus andersdenkende
- Alice M. Jordan, oprichter van de New England Round Table of Children's Librarians
- Mary Morton Kehew, leider van sociale hervormingen
- Ellen Lanyon, artiest
- Elma Lewis, kunstpedagoog en oprichter van het National Center of Afro-American Artists
- Lucy Miller Mitchell, baanbrekende opvoeder
- Maria Mitchell, astronoom
- Cecilia Payne-Gaposchkin, astronoom
- Frances Rich, beeldhouwster
- Ellen Swallow Richards, baanbrekende milieuchemicus
- Beryl Robinson, pedagoog en verhalenverteller
- Sarah Choate Sears, kunstmecenas en artiest
- Isobel Sinesi van de School of Fashion Design
- Muriel S. Snowden, gemeenschapsactivist
- Lucy Stone, suffragette en oprichter van het Woman's Journal
- Anne Sullivan, onderwijzeres van Helen Keller
- Phillis Wheatley, dichteres
- Marathonloopsters Joan Benoit, Bobbi Gibb, Nina Kuscsik, Rosa Mota en Fatuma Roba
- Beeldhouwsters Meredith Bergmann, Yvette Compagnion, Meta Vaux Warrick Fuller, Penelope Jencks, Theo Alice Ruggles Kitson, Amelia Peabody, Anne Whitney, Frances Rich en Nancy Schön
- Artiesten Cecilia Beaux, Susan Hinckley Bradley, Margaret Fitzhugh Browne, Mary Cassatt, Adelaide Cole Chase, Gertrude Fiske, Lilian Westcott Hale, Marie Danforth Page, Lilla Cabot Perry, Louise Stimson en Sarah Wyman Whitman
- Filantropen Ednah Dow Cheney, Pauline Durant, Fanny Mason, Abby W. May, Pauline Agassiz Shaw, Jane Alexander, and Eileen Reilly
- Religieuze leiders Abbie Child, Dr. Elsa Meder, Elizabeth Rice, Alice Hageman en Donna Day Lower
- Bekroonde ambachtslieden Lydia Bush-Brown Head, Louise Chrimes, Winifred Crawford, Sister Magdalen, Margaret Rogers, Mary Crease Sears en Josephine H. Shaw
- Viola en Florence Berlin, eigenaars van het Exeter Street Theater

### Beacon Hill
De Beacon Hill-wandeling begint bij het State House en slingert zich door Beacon Hill, vaak parallel aan de Black Heritage Trail. Vrouwen die genoemd worden:
- Louisa May Alcott, auteur
- Ruth Batson, mensenrechtenactiviste
- Blanche Woodson Braxton, de eerste Afro-Amerikaanse vrouw die werd toegelaten tot de Massachusetts Bar Association
- Maria Weston Chapman, oprichter van de Boston Female Anti-Slavery Society
- Ellen Craft, ontsnapte slaaf, auteur en pedagoog
- Rebecca Lee Crumpler, de eerste Afro-Amerikaanse vrouwelijke arts
- Margaret Deland, auteur
- Mary Dyer, een van de vier geëxecuteerde Quakers bekend als de Boston martyrs
- Annie Adams Fields, auteur
- Louise Imogen Guiney, auteur
- Harriet Hayden, Afro-Amerikaans abolitioniste
- Anna E. Hirsch, de eerste vrouwelijke voorzitter van de Raad van Toezicht van de New England School of Law
- Julia Ward Howe, abolitioniste, activiste en auteur van de "Battle Hymn of the Republic"
- Anne Hutchinson, religieus andersdenkende
- Sarah Orne Jewett, auteur
- Mary Eliza Mahoney, de eerste opgeleide Afro-Amerikaanse vrouwelijke verpleegkundige
- Sophia Palmer and Mary E. P. Davis, oprichters van de American Nurses Association
- Susan Paul, Afro-Amerikaans abolitioniste
- Elizabeth Peabody, oprichter van de eerste Engelstalige kleuterschool in de VS
- Rose Standish Nichols, landschapsarchitect
- Linda Richards, de eerste opgeleide Amerikaanse vrouwelijke verpleegkundige
- Florida Ruffin Ridley, mensenrechtenactiviste
- Josephine St. Pierre Ruffin, Afro-Amerikaanse uitgever, burgerrechtenleider en suffragette
- Maria W. Stewart, Afro-Amerikaans abolitioniste
- Hepzibah Swan, socialite en kunstmecenas
- Harriet Tubman, Afro-Amerikaans abolitioniste, suffragette en spion voor de Union Army, die tijd doorbracht in Boston
- Anne Whitney, beeldhouwster, inclucief het Samuel Adams-standbeeld voor Faneuil Hall
- Marie Elizabeth Zakrzewska, arts en oprichter van de New England Hospital for Women and Children
- Sisters of St. Margaret, oprichters van het St. Monica's Home
- Studenten van de Portia School of Law
- Vrouwelijke oprichters van de Vilna Shul

### Charlestown
Vrouwen die genoemd worden:
- Rebecca Lee Crumpler, de eerste Afro-Amerikaanse vrouwelijke arts
- Charlotte Cushman, actrice
- Julia Harrington Duff, de eerste Iers-Amerikaanse vrouw die zitting had in het Boston School Committee
- Sarah Josepha Hale, auteur, betrokken bij de oprichting van Thanksgiving Day in de VS en het Bunker Hill Monument
- Harriot Kezia Hunt, een van de eerste vrouwelijke artsen
- Rosie the Riveter, met betrekking tot de 8000 vrouwen die werkten bij de Charlestown Navy Yard
- Squaw Sachem of Mistick, vrouw van Pawtucket-leider Nanapashemet
- Elizabeth McLean Smith, beeldhouwster en president van de New England Sculptors Association
- Elizabeth Foster Vergoose, ook gekend als Mother Goose

### Chinatown/South Cove
De Chinatown/South Cove-wandeling start bij het Boston Common-bezoekerscentrum, passeert door Chinatown en eindigt aan het Park Square. Vrouwen die genoemd worden:
- Sarah Caldwell, operadirigent en impresario
- Ednah Dow Littlehale Cheney, schrijfster, hervormer en filantroop
- Chew Shee Chin, oprichter van de New England Chinese Women's Association
- Harriet Clisby, arts en oprichter van de Women's Educational and Industrial Union
- Jennie Collins, humanitarist en een van de eerste Amerikaanse vrouwen uit de arbeidersklasse die een boek publiceerde
- Helena Dudley, directeur van het Denison House
- Amelia Earhart, vliegenier en maatschappelijk werker bij het Denison House
- Ruby Foo, restaurateur
- Margaret Fuller, journalist, criticus en voorvechter van vrouwenrechten, geassocieerd met het Amerikaans transcendentalisme
- Pauline Hopkins, auteur en uitgever van The Colored American
- Mary Morton Kehew, leider van sociale hervormingen
- Rose Lok, vliegenier,de eerste Chinees-Amerikaanse vrouwelijke piloot die solo vloog op Logan Airport
- Mary A. Mahan, de eerste vrouw die wordt toegelaten tot de Massachusetts Bar Association
- De gezusters Maryknoll
- Annie McKay, Boston's eerste schoolverpleegster
- Rose Finkelstein Norwood, lid van de arbeidersbeweging
- Julia O'Connor, lid van de arbeidersbeweging
- Mary Kenney O'Sullivan, lid van de arbeidersbeweging
- Elizabeth Peabody, oprichter van de eerste Engelstalige kleuterschool in de VS
- Vida Dutton Scudder, mede-oprichter van het Denison House
- Hannah Sabbagh Shakir, oprichter van de Lebanese-Syrian Ladies' Aid Society
- Frances Stern, een van de eerste voedingsdeskundigen in de Verenigde Staten
- Phillis Wheatley, dichteres
- Leden van de International Ladies' Garment Workers' Union
- Leden van de Boston Women's Trade Union League
- Bewoners van het YWCA "Working Girls Home"

### Dorchester
De Uphams Corner-wandeling, gerealiseerd door studenten van de Codman Academy, is de eerste in de reeks van Dorchester-wandelingen. Vrouwen die genoemd worden:
- Alice Stone Blackwell, suffragette, journaliste en mensenrechtenadvocate
- Elida Rumsey Fowle, vrijwilliger in de Burgeroorlog en adoptiemoeder van twee geëmancipeerde slavenkinderen
- Sarah Wentworth Apthorp Morton, dichteres
- Anna Clapp Harris Smith, oprichter van de Animal Rescue League
- Hepzibah Swan, socialite en kunstmecenas
- Geraldine Trotter, redacteur en activiste
- "Ann & Betty", twee slavinnen die begraven zijn op het oudste kerkhof van Dorchester
- Lokale abolitionisme-vrouwengroepen

### Downtown
Beginnend bij het State House en eindigend op de hoek van Franklin Street en Washington Street, loopt de Downtown-wandeling langs enkele van de oudste historische locaties van Boston. Vrouwen die genoemd worden zijn onder meer:
- Abigail Adams, vrouw van John Adams
- Hannah Adams, de eerste vrouw in de Verenigde Staten die een professioneel schrijver was
- Jennie Loitman Barron, de eerste vrouw benoemd tot lid van het Massachusetts Superior Court
- Clara Barton, oprichter van het Amerikaanse Rode Kruis
- Alice Stone Blackwell, suffragette, journaliste en mensenrechtenadvocate
- Maria Weston Chapman, oprichter van de Boston Female Anti-Slavery Society
- Lydia Maria Child, abolitioniste en vrouwenrechtenactiviste
- Lucretia Crocker, wetenschapspedagoog
- Sheila Levrant de Bretteville, artiest
- Dorothea Dix, activiste die de eerste generatie Amerikaanse psychiatrische inrichtingen heeft opgericht
- Julia Harrington Duff, de eerste Iers-Amerikaanse vrouw die zitting had in het Boston School Committee
- Mary Dyer, een van de vier geëxecuteerde Quakers bekend als de Boston martyrs
- Mary Baker Eddy, grondlegger van de Church of Christ
- Annie Adams Fields, auteur
- Eliza Lee Cabot Follen, auteur en abolitioniste
- Abiah Franklin, moeder van Benjamin Franklin
- Sarah en Angelina Grimké, abolitionistes en suffragettes
- Mary Tileston Hemenway, filantropist
- Harriet Hosmer, beeldhouwster
- Anne Hutchinson, religieus andersdenkende
- Helen Hunt Jackson, auteur
- Edmonia Lewis, beeldhouwster
- Mary Livermore, journaliste en vrouwenrechtenactiviste
- Grace Lorch, kerares en mensenrechtenactiviste
- Amy Lowell, dichteres
- Florence Luscomb, architect en suffragette
- Abby May, schooloprichter, activist en een van de eerste maatschappelijk werkers in Massachusetts
- Jane Mecom, zus en vertrouweling van Benjamin Franklin
- Elizabeth Murray, zakenvrouw en protofeminist tijdens de Amerikaanse Revolutie
- Judith Sargent Murray, voorvechter van vrouwenrechten, essayist, toneelschrijver en dichter
- Mary Kenney O'Sullivan, lid van de arbeidersbeweging
- Sarah Parker Remond, Afro-Amerikaans abolitionist
- Susanna Rowson, toneelschrijver en actrice
- Josephine St. Pierre Ruffin, Afro-Amerikaans uitgever, mensenrechtenactiviste en suffragette
- Frances Slanger, de eerste Amerikaanse verpleegster die sneuvelde in Europa tijdens de Tweede Wereldoorlog
- Lucy Stone, suffragette en oprichter van het Woman's Journal
- Anne Sullivan, lerares van Helen Keller
- Elizabeth Foster Vergoose, ook gekend als Mother Goose
- Mercy Otis Warren, politieke schrijfster tijdens de Amerikaanse Revolutie
- Phillis Wheatley, dichteres
- Vrouwelijke naaisters, hoedenmakers en werksters van de Dress Reform Parlors
- Vrouwelijke docenten aan de Tremont Temple
- Vrouwelijke organisatoren van de New England Holocaust Memorial
- Vrouwelijke sprekers in Faneuil Hall, inclusief Susette La Flesche en Sarah Josepha Hale

### Jamaica Plain
Vrouwen die genoemd worden:
- Emily Greene Balch, economiste, sociologiste en pacifiste, winnaarr van de Nobelprijs voor de vrede
- Ednah Dow Littlehale Cheney, schrijver, hervormer en filantroop
- Mary Emilda Curley, vrouw van James Michael Curley
- Susan Walker Fitzgerald, de eerste vrouwelijke democraat gekozen in de Massachusetts State Legislature
- Margaret Fuller, journaliste, criticus en voorvechter van vrouwenrechten in verband met het Amerikaans transcendentalisme
- Maud Cuney Hare, muzikant, musicoloog en burgerrechtenactivist
- Elizabeth Peabody, oprichter van de eerste Engelstalige kleuterschool in de Verenigde Staten
- Sylvia Plath, dichteres
- Ellen Swallow Richards, baanbrekende milieuchemicus
- Mary Joseph Rogers, oprichter van de Maryknoll Sisters
- Pauline Agassiz Shaw, filantroop en sociaal hervormer
- Judith Winsor Smith, abolitioniste en suffragette
- Lucy Stone, suffragette en oprichter van het Woman's Journal
- Marie Elizabeth Zakrzewska, arts en oprichter van het New England Hospital for Women and Children

### Ladies Walk
De wandeling eert first lady Abigail Adams, suffragette Lucy Stone en dichteres Phillis Wheatley. De wandeling begint bij het Boston Women's Memorial op Commonwealth Avenue en eindigt bij Faneuil Hall.

### Lower Roxbury
Vrouwen die genoemd worden:
- Melnea Cass, mensenrechtenactiviste
- Mildred Daniels, gemeenschapsactiviste
- De zusters van het lokale Karmelietenklooster
- Studentes van de Girls' High School

### North End Walk
De wandeling begint bij Faneuil Hall, gaat door North End en eindigt bij St. Leonard's Church, een van de eerste Italiaanse kerken in de Verenigde Staten. Het overlapt op verschillende punten met de Freedom Trail. Vrouwen die genoemd worden:
- Charlotte Cushman, actrice
- Goody Glover, de laatste persoon die in Boston als heks werd opgehangen
- Fanny Goldstein, bibliothecaris en de oprichter van de Jewish Book Week
- Edith Guerrier, oprichter van de Saturday Evening Girls
- Sarah Josepha Hale, oprichter van de Boston Seaman's Aid Society
- Lina Frank Hecht, oprichter van de Hebrew Industrial School
- Harriot Kezia Hunt, een van de eerste vrouwelijke artsen
- Rose Fitzgerald Kennedy, moeder van John F. Kennedy
- Clementina Poto Langone, Italiaans-Amerikaanse burgerleider
- Judith Sargent Murray, voorvechter van vrouwenrechten, essayist, toneelschrijfster en dichter
- Rachel Walker Revere, de vrouw van Paul Revere
- Pauline Agassiz Shaw, oprichter van de North Bennet Street Industrial School
- Helen Osborne Storrow, filantrope
- Sophie Tucker, entertainer uitde eerste helft van de twintigste eeuw
- De vrouwelijke fondsenwervers voor de St. Leonard's Church

### Roxbury
Vrouwen die genoemd worden:
- Melnea Cass, burgerrechtenactiviste
- Jessie Gideon Garnett, de eerste Afro-Amerikaanse vrouwelijke tandarts in Boston
- Ellen Swepson Jackson, pedagoog en activist
- Elma Lewis, kunstpedagoog en oprichter van het National Center of Afro-American Artists
- Mary Eliza Mahoney, de eerste professioneel opgeleide Afro-Amerikaanse verpleegster
- Lucy Miller Mitchell, kinderdagverblijf-pionier en medeoprichter van het Head Start Programen het Freedom House
- Sarah-Ann Shaw, televisieverslaggeefster
- Muriel S. Snowden, medeoprichter van het Freedom House, ontvanger van de MacArthur Genius Grant
- Maude Trotter Steward, krantredacteur
- Geraldine Trotter, redacteur en activist

### South End
De wandeling begint bij het Back Bay Station en eindigt bij het Boston Center for the Arts. Vrouwen die genoemd worden:
- Louisa May Alcott, schrijfster
- Tina Allen, beeldhouwster
- Maria Louise Baldwin, Afro-Amerikaanse opvoeder en burgerleider
- Mary McLeod Bethune, opvoeder en schooloprichter
- Melnea Cass, burgerrechtenactiviste
- Hattie B. Cooper, leider van de Women's Home Missionary Society
- Lucretia Crocker, wetenschapspedagoog
- Estella Crosby, medeoprcihter van de Bosto-tak van deNational Housewives League
- Wilhelmina Marguerita Crosson, opvoeder en pleitbezorger voor het onderwijs over de Afro-Amerikaanse geschiedenis
- Rebecca Lee Crumpler, de eerste Afro-Amerikaanse vrouwelijke arts
- Fern Cunningham, beeldhouwster, creëerde de eerste sculptuur ter ere van een vrouw (Harriet Tubman) in een openbare ruimte in Boston
- Mildred Davenport, gerenommeerde Afro-Amerikaanse danseres en dansleraar
- Mary Baker Eddy, oprichter van de Church of Christ, Scientist
- Meta Vaux Warrick Fuller, artiest en beeldhouwster
- Frieda Garcia, gemeenschapsactiviste
- Anna Bobbit Gardner, de eerste Afro-Amerikaanse vrouw die een bachelordiploma behaalde aan het New England Conservatory of Music
- Louise Imogen Guiney, dichter, essayist en redactrice
- Harriet Boyd Hawes, baanbrekende archeoloog
- Coretta Scott King, burgerrechtenactiviste en echtgenote van Martin Luther King Jr.
- Annie McKay, Boston's eerste geschoolde verpleegster
- Cora Reid McKerrow, lokale zakenvrouw
- Louise Chandler Moulton, auteur en criticus
- Mary Safford-Blake,de eerste vrouwelijke gynaecoloog
- Susie King Taylor, ontsnapte slaaf, auteur en de eerste Afro-Amerikaanse legerverpleegster
- Harriet Tubman, Afro-Amerikaanse abolitionist, suffragette en spion van de Unie die tijd doorbracht in Boston
- Myrna Vázquez, gerenommeerde actrice in Puerto Rico, South End-gemeenschapsactivist
- Anna Quincy Waterston, auteur
- E. Virginia Williams, oprichter van het Boston Ballet
- Mary Evans Wilson, oprichter van de Women's Service Club
- Gemeenschapsactivisten Jeanette Hajjar, Helen Morton en Paula Oyola
- Leden van de Boston Ladies' Auxiliary van de Brotherhood of Sleeping Car Porters
- Leden van de Lebanese-Syrian Ladies' Aid Society
- Studenten van de Boston Normal School en het New England Female Medical College
- Bewoners van het Bethany Home for Young Women, het St.Helena’s House en het Franklin Square House

### West Roxbury
Vrouwen die genoemd worden:
- Kathleen Coffey, eerste vrouwelijke opperrechter van het West Roxbury District Court
- Mary Draper, Revolutionair oorlogsactiviste
- Margaret Fuller, journalist, criticus en pleitbezorger van vrouwenrechten in verband met het Amerikaans transcendentalisme
- Sophia Ripley, feministe geassocieerd met het Amerikaans transcendentalisme
- Evelyn Shakir, Libanees-Amerikaanse geleerde en auteur
- Marian Walsh, senator van de staat Massachusetts
- Lokale activisten Alice Hennessey, Ellen McGill en Pamela Seigle